# Улица Дзержинского (Апатиты)
Улица Дзержи́нского — улица в городе Апатиты. Названа в честь революционера, советского государственного деятеля, главы ряда наркоматов, основателя ВЧК Ф. Э. Дзержи́нского.

## История
Улица была построена, когда генеральным секретарем КПСС был Леонид Брежнев, в начале 70-х годов. Название улице дали Зелёная улица, так как улица представляет собой улицу, разделённую на три пешеходные дороги, без автомобильной дороги (только внутридворовые проезды), усаженную зелёными насаждениями и с расположенными вдоль неё скамейками.
В 1977 году, в честь столетия со дня рождения Феликса Дзержинского, улица была переименована в улицу Дзержинского.
В 2020 году был утверждён проект реконструкции улицы. Работы должны были завершиться в 2021 году, но растянулись до 2022 года и в итоге не соответствовали планам.

## Достопримечательности
- В конце улицы расположен сквер имени Пушкина с памятником Пушкину, детскими площадками и лавками.
- Сама улица представляет собой аллею. Сама улица в обиходе горожан называется «Аллея».

## Расположение улицы
Расположена в основной части города, идёт с северо-запада на юго-восток.
Начинается улица от улицы Ферсмана, напротив ТЦ «Россия». Проходит между улицами Бредова и Строителей, разделяя из между собой. Заканчивается, упираясь в улицу Пушкина напротив школы № 10.

## Пересекает улицы

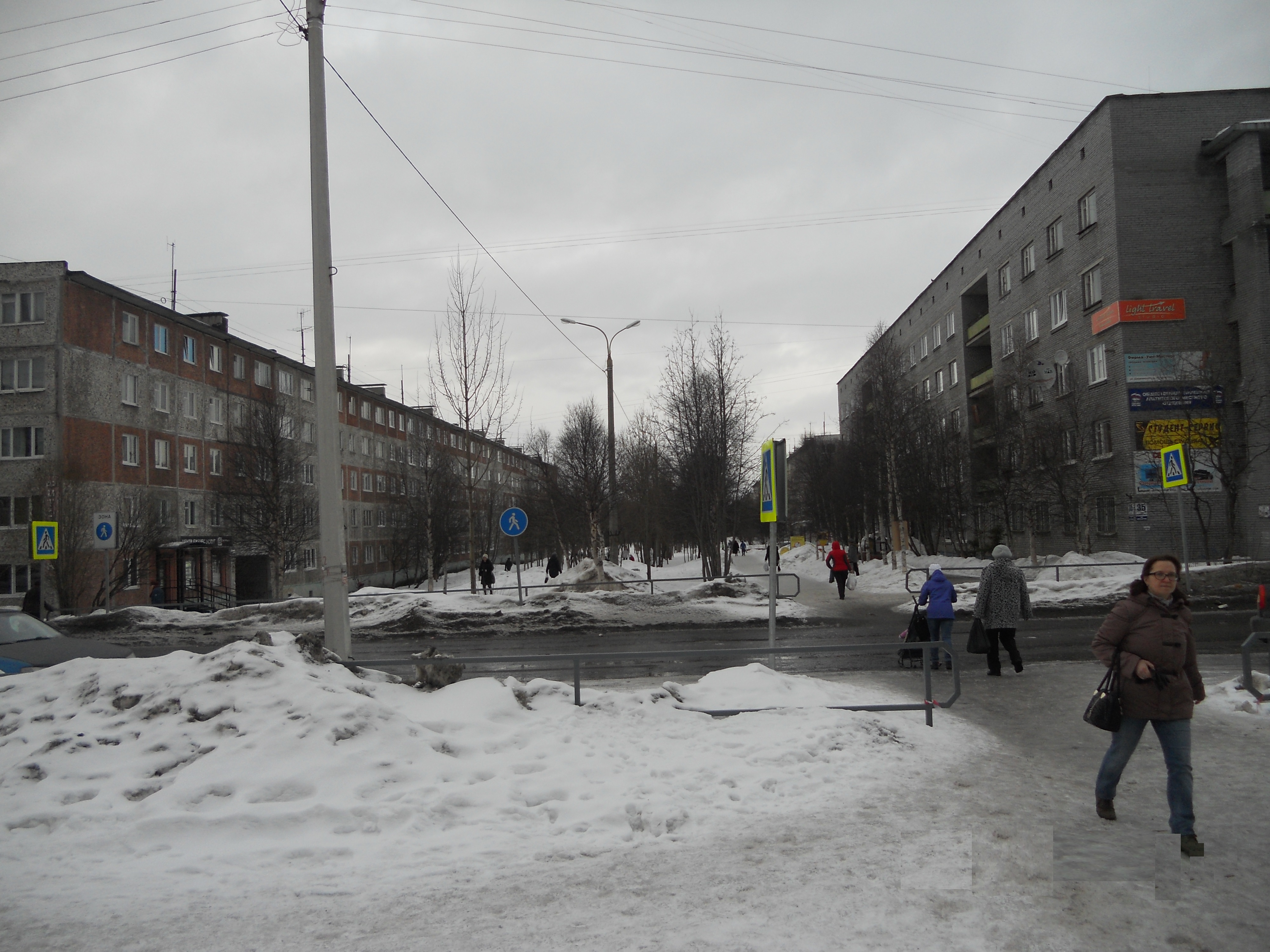
Пересечение улиц Космонавтов и Дзержинского

- ул. Гайдара
- ул. Космонавтов
- ул. Пушкина
- ул. Ферсмана

## Здания
- № 12 — Комиссионный магазин.
- № 14 — Клуб ветеранов войны и труда «Верность».
- № 21 — Детский сад «Машенька».
- № 32а — Детский сад «Золотые искорки»
- № 33 — Детский сад «Чебурашка».
- № 34 — Школа № 15.
- № 37 — ТЦ «Ангелина».
- № 48 — ТЦ «Эдельвейс».
- № 53 — Городская детско-юношеская библиотека.
- № 54 — Школа искусств.
- № 55 — Управление образования.

## Транспорт
Улица Дзержинского пешеходная улица и городским транспортом не обслуживается.